# Seena Owen

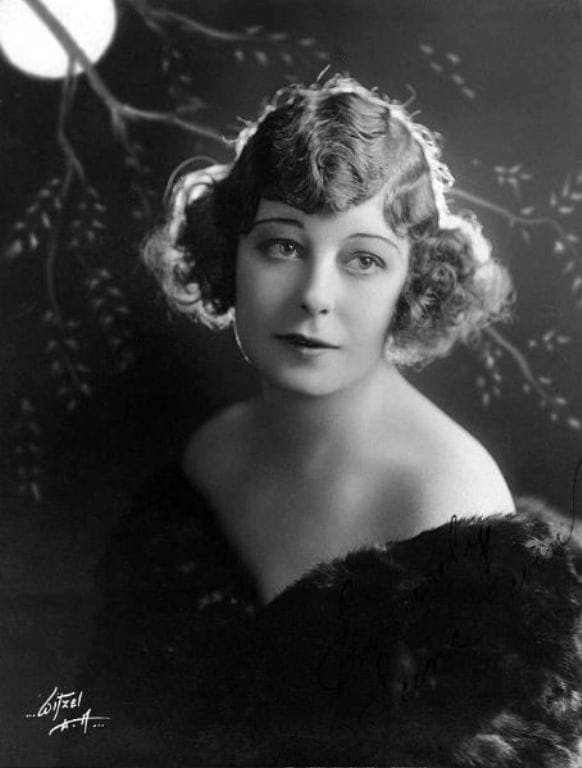
Seena Owen (um 1920, Fotografie von Albert Witzel)

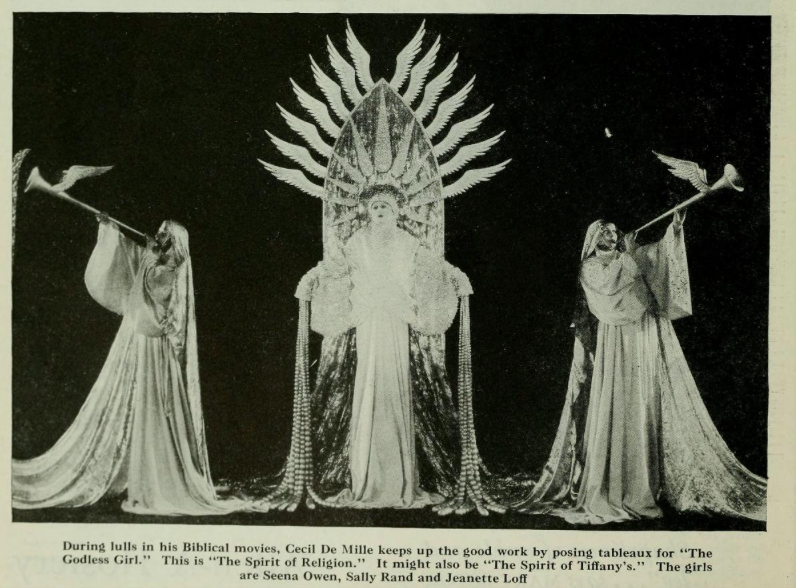
Seena Owen mit Sally Rand und Jeanette Loff

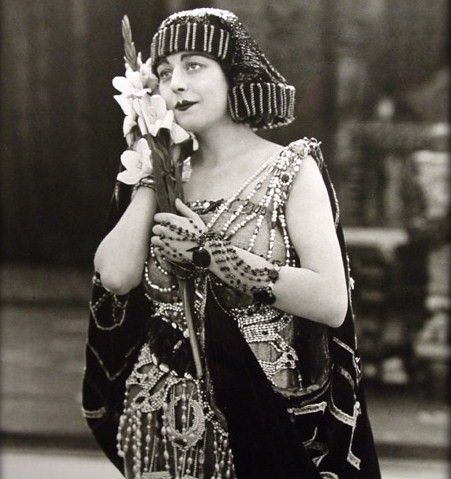
Seena Owen 1916 in Intolerance

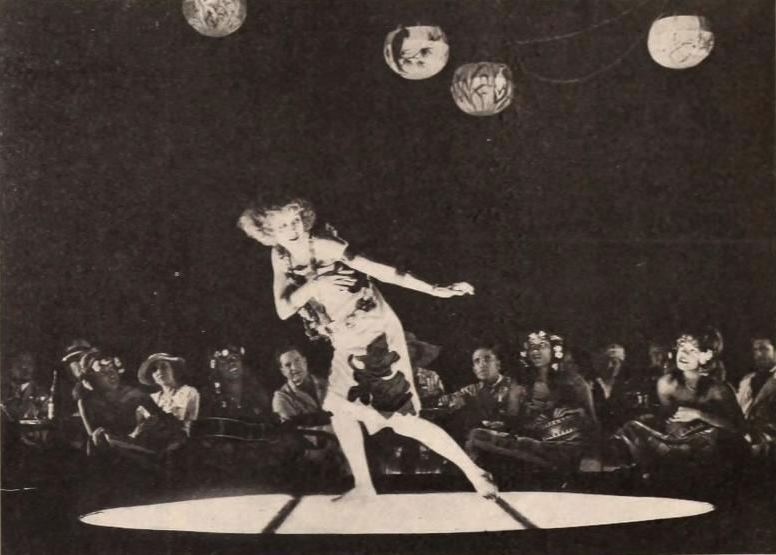
The Woman God Changed (1921)

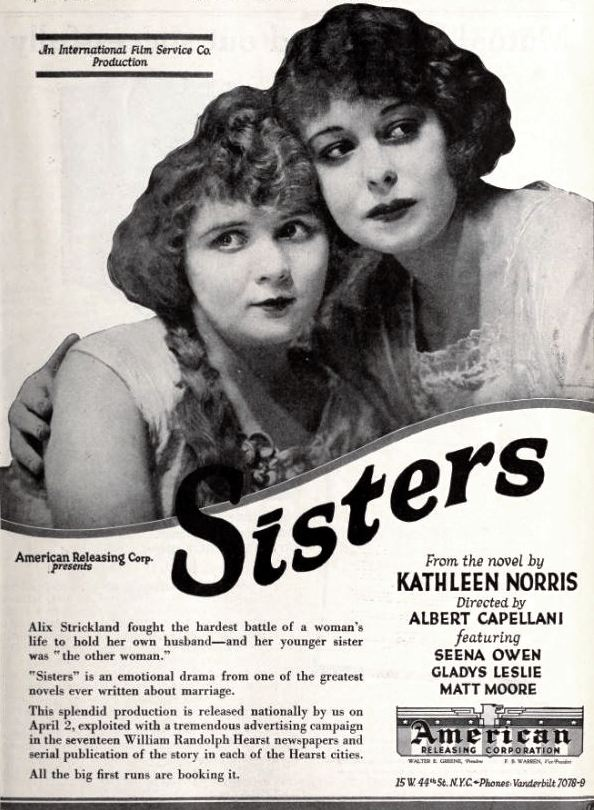
Filmplakat Sisters (1922)

Seena Owen (eigentlich Signe Auen; * 14. November 1894 in Spokane, Washington; † 15. August 1966 in Los Angeles, Kalifornien) war eine US-amerikanische Schauspielerin der Stummfilmära sowie Drehbuchautorin.

## Leben
Seena Owen war das jüngste von drei Kindern der dänischen Einwanderer Jens Christensen und Karen Auen. Ihre ältere Schwester war die später als Drehbuchautorin erfolgreiche Lillie Hayward. In Spokane betrieb der Vater eine Apotheke. Owen besuchte die Mädchenschule Brunot Hall und verbrachte zudem in ihrer Jugend einige Zeit in Kopenhagen. Sie führte ein Leben in wohlhabenden Verhältnissen, ehe das Geschäft ihres Vaters in finanzielle Schwierigkeiten geriet. Zur Unterstützung ihrer Familie wurde Owen Statistin an einem Theater in San Francisco, ehe sie eine Filmkarriere in Hollywood anstrebte. Hierbei wurde die junge Schauspielerin von Marshall Neilan entdeckt, der ihr eine Anstellung bei der Kalem Company verschaffte.
In ihren ersten Filmauftritten wurde Seena Owen noch als Signe Auen genannt, ehe sie sich ihren Künstlernamen ausdachte, der an der phonetischen Aussprache ihres echten Namens angelehnt ist. 1916 wurde Owen von David Wark Griffith für die Rolle der Geliebten Prinzessin in Intoleranz engagiert, was ihren Durchbruch darstellte. In den folgenden Jahren war sie in einer Vielzahl von Hauptrollen zu sehen. Ihr gesamtes Schaffenswerk umfasst über 60 Filmauftritte.
Mit dem Aufkommen des Tonfilms ging die Karriere von Seena Owen, der man eine zu schwache Stimme nachsagte, langsam zu Ende. Zu ihren letzten größeren Rollen zählte die der Queen Regina V. in Erich von Stroheims nie fertiggestelltem Stummfilm Queen Kelly. Nach Beendigung ihrer Schauspielkarriere betätigte sich Owen erfolgreich als Drehbuchautorin für Filme wie Aloma, die Tochter der Südsee. Hierbei arbeitete sie auch mit ihrer Schwester Lillie Hayward zusammen. Zudem war sie 1937 beratend am Drehbuch von Frisco-Express beteiligt.
Seena Owen war von 1916 bis zur Scheidung 1924 mit dem Schauspieler George Walsh verheiratet, den sie bei den Dreharbeiten zu Intoleranz kennengelernt hatte. Aus einer zweiten Ehe stammte Owens Tochter Patricia Noonan. Seena Owen starb am 15. August 1966 im Alter von 71 Jahren im Hollywood Presbyterian Medical Center in Los Angeles. Sie wurde auf dem Hollywood Forever Cemetery bestattet.

## Filmografie (Auswahl)

### Als Schauspielerin
- 1915: An Image of the Past (Kurzfilm)
- 1915: The Highbinders (Kurzfilm)
- 1915: Little Marie (Kurzfilm)
- 1915: Das Lamm (The Lamb)
- 1915: The Penitentes
- 1916: Intoleranz (Intolerance)
- 1919: The Sheriff’s Son
- 1919: Riders of Vengeance (Verschollen)
- 1919: The Life Line
- 1919: A Fugitive from Matrimony
- 1919: Victory
- 1920: The Gift Supreme
- 1920: The Price of Redemption (Verschollen)
- 1922: Back Pay
- 1922: The Face in the Fog
- 1923: The Go–Getter
- 1923: Der Flug zum Glück (Unseeing Eyes, Verschollen)
- 1924: The Great Well
- 1926: The Flame of the Yukon
- 1928: The Blue Danube
- 1928: Der Scheidungsgrund (Man–Made Women)
- 1929: The Marriage Playground
- 1929: Queen Kelly

### Als Drehbuchautorin
- 1937: Clarence
- 1941: Aloma, die Tochter der Südsee (Aloma of the South Seas)
- 1944: Rainbow Island
- 1947: Carnegie Hall